# Ed Gale
Ed Gale (ur. 23 sierpnia 1963 w Plainwell, zm. 27 maja 2025 w Los Angeles) – amerykański aktor i kaskader cierpiący na niedobór wzrostu (mierzył 102 centymetry).
Najbardziej znany z roli Kaczora Howarda z filmu o tym samym tytule i lalki Chucky z filmu Laleczka Chucky.

## Filmografia
- 1986: Kaczor Howard jako Kaczor Howard
- 1987: Kosmiczne jaja jako Dink
- 1988: Laleczka Chucky jako Chucky
- 1994: Księga dżungli jako Mały Baloo
- 2000: Bracie, gdzie jesteś? jako Mały człowiek
- 2000: Rocky i Łoś Superktoś jako Kret w Białym Domu
- 2001: Zawód święty Mikołaj jako Benson
- 2002: Święty Mikołaj Junior jako Stan
- 2003: Małe jest piękne jako Bobby Barry
- 2004: Ekspres polarny jako Elf (głos)